# Économie du Guatemala
 (octobre 2022).
L'économie du Guatemala est basé sur une économie de marché, dont le Produit intérieur brut est composé a 9,4% par l'agriculture, 22,2% par l'industrie et 62,1% par le secteur des services.
Pays le plus peuplé d'Amérique centrale (hors Mexique) avec plus de 17 millions d'habitants, c'est aussi celui avec le PIB le plus élevé de cette partie du continent, cependant le pays est derrière le Costa Rica et le Belize en ce qui concerne le PIB par habitant.
C'est aussi le quatrième pays le plus inégalitaire d’Amérique latine et le neuvième au niveau mondial en 2016.
Selon le Programme des Nations unies pour le développement (PNUD), « au Guatemala, le coefficient de Gini – qui mesure les inégalités de revenus – s’élève à 0,63, l’un des plus hauts taux du monde ». Le pays est l'un des seuls du continent américain à ne pas avoir enregistré de diminution de la pauvreté durant la période de cours élevés des matières premières exportées (2000-2015). Au contraire, elle augmente de 7%, pour atteindre en 2017, 66,7% des Guatémaltèques, dont 86,6% des seuls indigènes.
Le pays est membre du MCCA (Marché Commun Centraméricain)

## Entreprises
Au début des années 2000, l'organisation patronale guatémaltèque Vestex développe un système de « résolutions alternatives des conflits ». Il s'agit de former, par Vestex, des médiateurs « indépendants » afin de prévenir d'éventuelles grèves et d'éviter le recours aux inspections du travail et aux tribunaux. La Fédération syndicale des travailleurs de l’alimentation (Festras) dénonce « un pas vers la privatisation de la justice ».
Le pays est attractif pour les entreprises (notamment de confection) en raison de sa proximité géographique avec les États-Unis, des salaires très bas et des avantages fiscaux considérables. Le secteur des Maquiladoras constitue une part importante du total des exportations du Guatemala. Pourtant, son apport à l’économie de ces pays est contesté ; les matières premières sont importées, les emplois sont précaires et peu rémunérés, et les exonérations d’impôts fragilisent les finances publiques. Elles font aussi l'objet de critiques pour les conditions de travail des employés : insultes et violences physiques, licenciements abusifs (notamment d'ouvrières enceintes), horaires, non-paiement des heures supplémentaires. Selon Lucrecia Bautista, coordinatrice du secteur maquilas du cabinet d'audit Coverco, « les réglementations en matière du droit du travail sont régulièrement violées dans les maquilas et il n'existe aucune volonté politique pour imposer leur application. Face aux infractions, l'inspection du travail fait preuve d'une remarquable mansuétude. Il s'agit de ne pas décourager les investisseurs. » Les syndicalistes sont sujets à des pressions, et parfois à des séquestrations ou assassinats. Dans certains cas, des chefs d'entreprises ont fait appel aux services des maras. Enfin, des listes noires comprenant des noms de syndicalistes ou militants politiques circulent dans les milieux patronaux.
Le Guatemala présente la fiscalité la plus faible d'Amérique pour les entreprises et les investisseurs étrangers.

## Électricité
Le secteur de l'électricité est privatisé, ce qui occasionne des prix très élevés. Dans les campagnes, bien que la consommation d'électricité par foyer soit très faible, les notes peuvent représenter plus de 20 % du salaire des paysans selon le Comité de développement paysan (Codeca). Depuis la privatisation, le prix du kilowattheure a augmenté au point de devenir l'une des plus chers d’Amérique latine. Pour protester contre cette situation et exiger la renationalisation des services électriques, les membres du Codeca organisent des manifestations et s’exposent à la répression. Entre 2012 et 2014, 97 personnes ont été incarcérées, 220 blessées et 17 tuées.

## Corruption
Il existe des liens entre le secteur économique et le crime organisé. Celui-ci investit directement dans le pays en achetant des propriétés agricoles, à travers le système bancaire, et en investissant dans toutes sortes d’entreprises.
Au début des années 2010, le réseau d'entreprises finançant le Parti Patriote a accaparé 450 marchés publics et a déterminé les priorités de plusieurs grandes administrations (tels les ministères des Communications, des Infrastructures et du Logement). Il a ainsi pu mettre en place les programmes et échéances financières qui permettaient d'optimiser la distribution d'argent public aux entreprises qui lui étaient associées. En outre, un système de fraude aux douanes fit perdre 280000 par semaine à l’État guatémaltèque. Le président et ses ministres bénéficiant pour leur part de larges rétrocommissions.
En janvier 2014, le pays figure sur la liste française des paradis fiscaux.

## Tourisme
Avec 2,560 millions de touriste en 2019, le Guatemala dispose d'un important potentiel de sites (Lac Atitlan, Tikkal, Antigua...) pour développer les arrivés internationales et ainsi augmenter leur contribution au PIB, la contribution de ce dernier ne s'élevant en effet qu'a 1,6% en 2019.

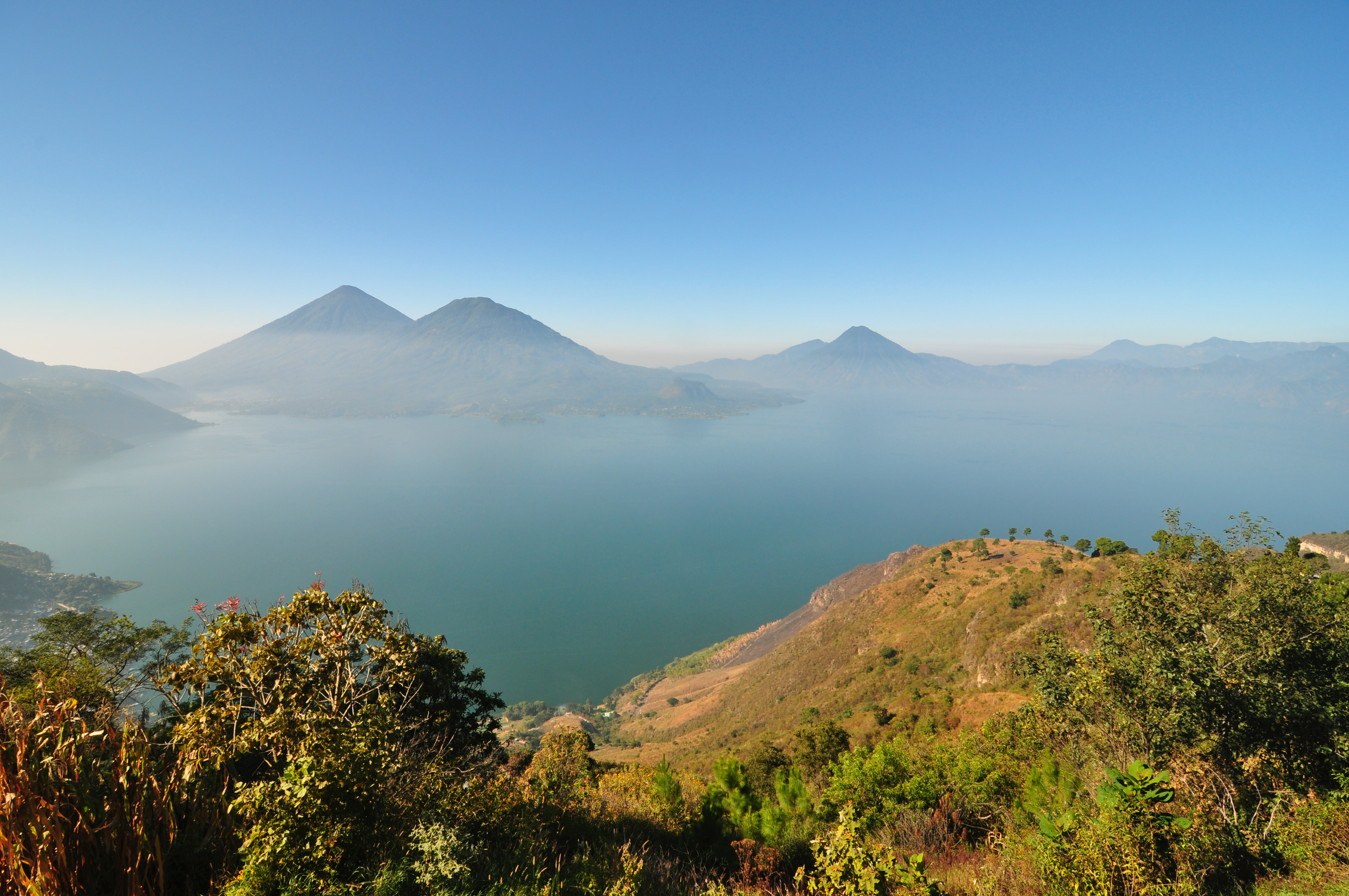
Lac Atitlan

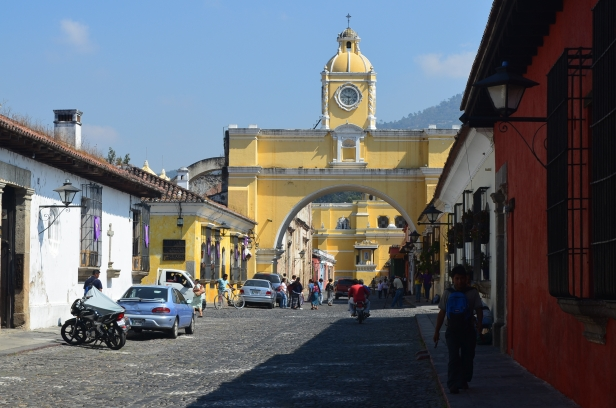
Antigua

## Agriculture

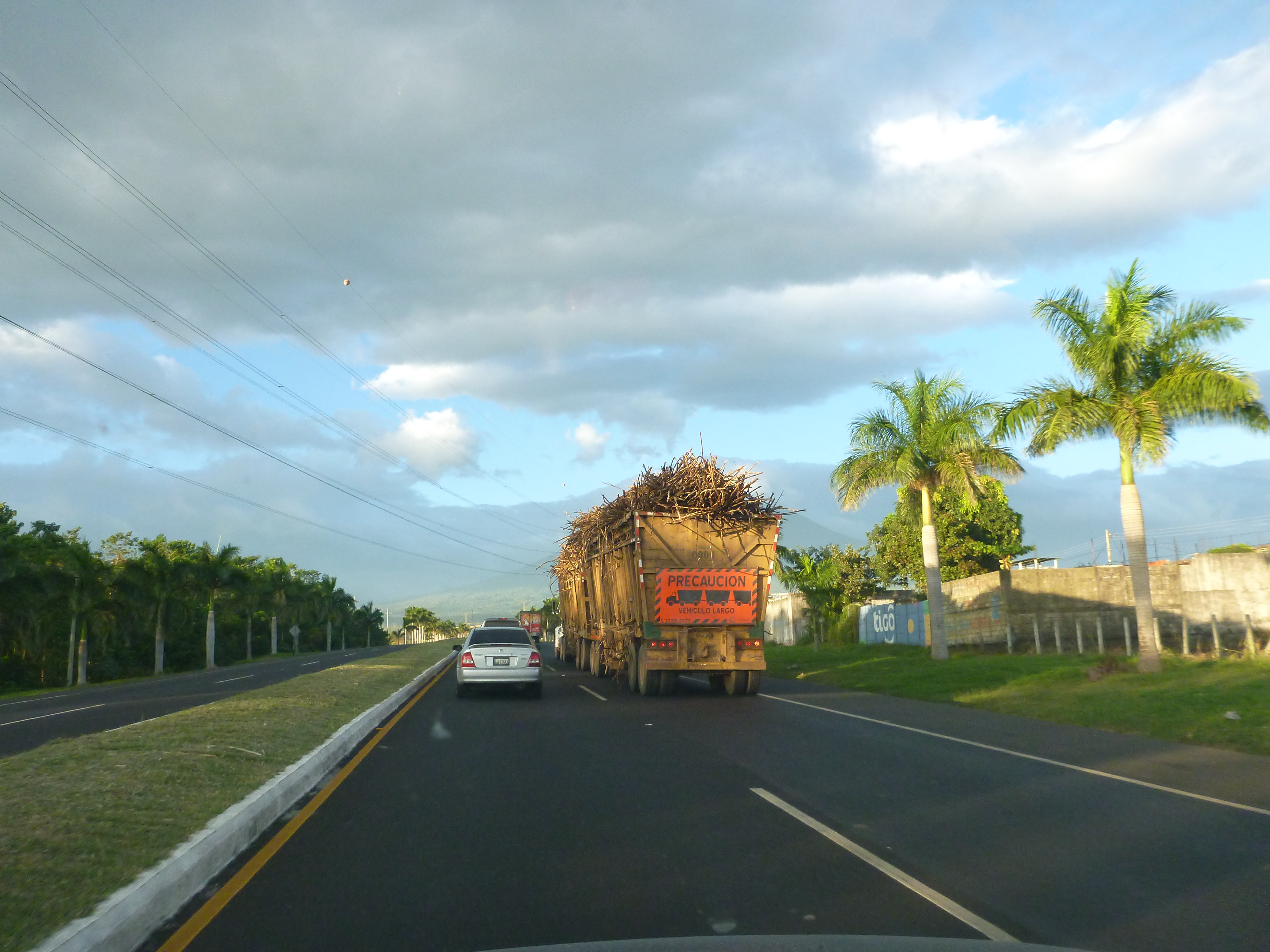
Camion transportant de la canne à sucre à Palín en 2013.

Guatemala est l'un des 10 plus grands producteurs au monde de café, canne à sucre, melon et caoutchouc naturel, et l'un des 15 plus grands producteurs mondiaux de banane et huile de palme.
En 2018, le Guatemala a produit
- 35,5 millions de tonnes de canne à sucre (c'est l'un des 10 plus grands producteurs au monde);
- 4 millions de tonnes de banane (c'est l'un des 15 plus grands producteurs mondiaux);
- 2,3 millions de tonnes d'huile de palme;
- 245 000 tonnes de café;
- 1,9 million de tonnes de maïs;
- 623 000 tonnes de melon;
- 312 000 tonnes d'ananas;
- 564 000 tonnes de pomme de terre;
- 349 000 tonnes de caoutchouc;
- 331 000 tonnes de tomate;
- 253 000 tonnes de haricot;
- 124 000 tonnes d'avocat;
- 124 000 tonnes de citron;
- 177 000 tonnes d'orange;
- 120 000 tonnes de chou-fleur et brocoli;
- 93 000 tonnes de papaye;
- 107 000 tonnes de pastèque;
- 98 000 tonnes de carotte;
- 75 000 tonnes de chou;
- 84 000 tonnes de laitue et chicorée;
- 38 000 tonnes de cardamome;
- en plus de petites productions d'autres produits agricoles[12].